# Jiří Toroň
Jiří Toroň (23. ledna 1924, Slezská Ostrava – 2. května 2005, Praha) byl restaurátor, grafik, malíř, ilustrátor, kurátor a pedagog.

## Životopis

### Studia
Po studiu na reálném gymnáziu v Ostravě, studoval na Akademii výtvarných umění v Praze. Zde byl žákem českého sochaře, malíře, grafika a spisovatele profesora Jakuba Obrovského a profesora Karla Mináře. Na Pedagogické fakultě Karlovy univerzity v Praze byl žákem českého malíře a ilustrátora profesora Cyrila Boudy, českého sochaře, medailéra a profesora Karla Lidického a profesora Martina Salcmana. Započatá studia na Přírodovědecké fakultě Karlovy univerzity nedokončil.

### Účast ve sdruženích
Během svého života byl členem mnoha různých sdružení: Jednak to byla „Jednota umělců výtvarných“, dále pak „Český fond výtvarných umění (ČFVU)“, „Asociace restaurátorů“, „Grafis“, „Akademie 1800-1888“ a také Skupina 66.

### Padagogická práce
Působil pedagogicky na Akademii výtvarných umění v Praze a to nejprve jako pedagog, poté jako odborný asistent, posléze jako docent a nakonec jako profesor. V letech 1983 až 1990 zastával na AVU funkci vedoucího „Ateliéru restaurování výtvarných děl malířských a dřevěných polychromovaných plastik“. V odborné oblasti byl znám jako autor prací z oblasti průzkumu techniky malby.

### Vlastní tvorba
Jiří Toroň se ve své volné tvorbě zabýval malbou, kresbou a grafickými technikami. Obsahově se zaměřoval na hornickou tematiku Ostravska, krajinu, portrét, ale i na dětské motivy. Nejprve v jeho tvorbě převažovala malba a grafika, restaurování se věnoval později. Příležitostně vytvářel i exlibris. nebo ilustroval knihy. Svými díly je zastoupen ve sbírkách Národní galerie v Praze a Pražského hradu v Praze, Moravské galerie v Brně, v galerii výtvarného umění v Ostravě a jinde.

### Restaurátorská práce
Ve své restaurátorské práci se zabýval především restaurováním nástěnných i závěsných malířských děl, polychromovaných sochařských děl a sgrafit. O restaurování přednášel a publikoval v odborném tisku. Také o restaurátorství zorganizoval několik výstav:
- „Restaurátorské umění 1948-1988“, Mánes, Praha,[4][2]
- „Sochařské dílny Jelínků“ ve Valdštejnské jízdárně v Praze[4] nebo
- přehlídka „Malíři českého baroka“ v Oseku.[4]

V praktické restaurátorské činnosti se podílel na restaurování Národního divadla, zámku v Troji, Faustova domu v Praze, Břevnovského kláštera v Praze, románského kostela v Poříčí nad Sázavou a jinde. Restauroval rovněž plastiky sochařů Jelínků, Brokoffů (Jan Brokoff, Michal Jan Josef Brokoff, Ferdinand Maxmilián Brokoff) a dalších mistrů 18. století, gotické madony a piety, reliéfy, závěsné obrazy předních mistrů z nejrůznějších období (Škréta, Ženíšek, Cranach, Reiner, Brandl, Švabinský, Beneš, Mucha, Zrzavý, Foltýn, Čapek, Kubišta, Procházka a další), mozaiky a nástěnné malby a to jak v tuzemsku, tak i v zahraničí.

### Účast v kolektivních výstavách
Jiří Toroň se zúčastnil těchto kolektivních výstav:
- 1949 – 1950: Výtvarní umělci k II. všeodborovému sjezdu, Dům výtvarného umění, Praha
- 1950: Členská výstava Umělecké besedy, Slovanský ostrov, Praha
- 1953: II. krajské středisko Umělecká beseda: Členská výstava, Slovanský ostrov, Praha
- 1954: Mladí v Umělecké besedě, Alšova síň Umělecké besedy, Praha
- 1955: Volná, knižní a užitková grafika členů a hostů Hollara, Galerie Hollar, Praha
- 1955: II. krajské středisko Umělecká beseda: Členská výstava, Mánes, Praha
- 1955: II. krajské středisko Umělecká beseda: Členská výstava, Alšova síň Umělecké besedy, Praha
- 1955: III. přehlídka československého výtvarného umění, Jízdárna Pražského hradu
- 1955 – 1956: Deset let československé lidově demokratické republiky ve výtvarném umění: Malířství, Městská knihovna Praha
- 1955 – 1956: Deset let československé lidově demokratické republiky ve výtvarném umění, Mánes, Praha
- 1956: Výstava výsledných návrhů Jiráskové soutěže, Obecní dům (Reprezentační dům obce pražské), Praha
- 1956: Knižní ilustrace a obálky členů a volné grafiky a ilustrací hostů Hollara, Galerie Hollar, Praha
- 1956: Výstava Grekovova studia Sovětské armády a československých výtvarných umělců, Jízdárna Pražského hradu, Praha
- 1957: Nová grafika v Hollaru. Druhý díl - hosté, Galerie Hollar, Praha
- 1957: Nová grafika členů Skupiny československých umělců grafiků Hollar, Galerie Hollar, Praha
- 1958 – 1959: Umění mladých výtvarníků Československa 1958. Obrazy a plastiky, Jízdárna Pražského hradu, Praha
- 1958: Nová grafika hostů Skupiny československých umělců grafiků Hollar, Galerie Hollar, Praha
- 1958: Umění mladých výtvarníků Československa 1958. Obrazy a plastiky, Dům umění města Brna, Brno-město
- 1958: Nová grafika členů SČUG Hollar, Galerie Hollar, Praha
- 1959: Nová grafika hostů SČUG Hollar, Galerie Hollar, Praha
- 1959 – 1960: Nová grafika členů a hostů SČUG Hollar, Galerie Hollar, Praha
- 1959 – 1960: IV. přehlídka československého výtvarného umění, Praha, Praha
- 1959 – 1960: IV. přehlídka československého výtvarného umění, Jízdárna Pražského hradu, Praha
- 1960 – 1961: Nová grafika členů a hostů SČUG Hollar, Galerie Hollar, Praha
- 1961: 1. pražský festival mladé grafiky, Uměleckoprůmyslové museum, Praha
- 1962: Hosté Hollara (Výstava grafiky hostů Hollara), Galerie Hollar, Praha
- 1965: Výtvarní umělci k výročí 20 let ČSSR, Mánes, Praha
- 1965: Malíři, sochaři Prahy 6, Galerie Vincence Kramáře, Praha
- 1966: Grafika, plakát, Galerie Vincence Kramáře, Praha
- 1967: Skupina 66, Galerie Felixe Jeneweina města Kutné Hory, Kutná Hora
- 1967: 1. pražský salon, Bruselský pavilon, Praha
- 1968: Skupina 66, Severočeské muzeum, Liberec
- 1969: Grafika tvůrčí skupiny Grafis, Galerie Vincence Kramáře, Praha
- 1969: 2. pražský salón obrazů, soch a grafik, Dům U Hybernů, Praha
- 1972: Město a lidé, Galerie Vincence Kramáře, Praha
- 1973: Pražské motivy v grafice a kresbě, Galerie Hollar, Praha
- 1978: Umění vítězného lidu. Přehlídka současného československého výtvarného umění k 30. výročí Vítězného února, Praha, Praha
- 1980: Výtvarní umělci k 35. výročí osvobození Československa Sovětskou armádou, Praha
- 1983: Národní divadlo a výtvarné umění, Restaurátorské práce, Galerie Československý spisovatel, Praha
- 1984: Národní divadlo a výtvarné umění, Restaurátorské práce, Jihočeské muzeum, České Budějovice
- 1985: Vyznání životu a míru. Přehlídka československého výtvarného umění k 40. výročí osvobození Československa Sovětskou armádou, Praha
- 1985: Vyznání životu a míru. Přehlídka československého výtvarného umění k 40. výročí osvobození Československa Sovětskou armádou, Dom kultúry, Bratislava
- 1987: Obrazy a sochy. Výstava pražských členů Svazu českých výtvarných umělců, Mánes, Praha
- 1988: Salón pražských výtvarných umělců '88, Park kultury a oddechu Julia Fučíka, Praha
- 1989: Restaurátorské umění 1948-1988, Mánes, Praha
- 1993: Výstava členů Jednoty umělců výtvarných: Obrazy, plastiky, grafiky, Galerie Kladno-Sítná, Kladno
- 2004: JUV po 100 letech, Galerie Nová síň, Praha

## Ilustrace knih
- Aškenazy, Ludvík. Květnové hvězdy. Praha: Naše vojsko, 1955. 119 stran. Ilustracemi doprovodil Jiří Toroň.(povídková sbírka, později i pod názvem Májové hvězdy)[4]
- Peter Jilemnický: Pole neorané.[4]